# Габитус кристаллов

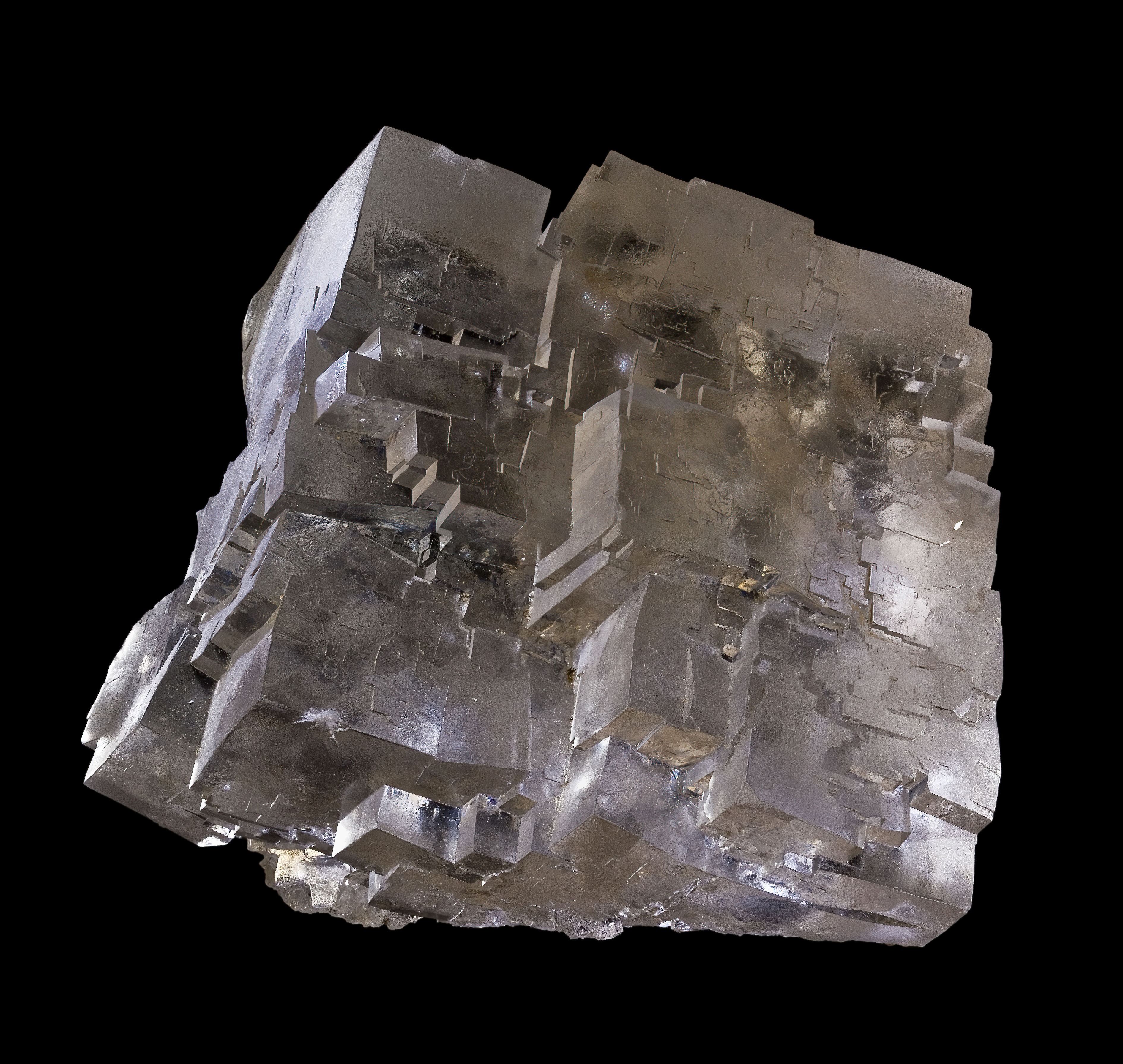
Галит — пример кубического габитуса (Соляная шахта в Величке, Польша)

Га́битус криста́ллов (лат. habitus — внешность) — наружный вид кристаллов, определяемый преобладающим развитием граней тех или иных простых форм. Примеры габитусов: призматический, бипирамидальный, ромбоэдрический, кубический и др.
Некоторые авторы в минералогии различают габитус и облик кристаллов. При этом облик относят исключительно к внешнему виду минерала — столбчатый, пластинчатый и др., а габитусом называют основные кристаллографические элементы, определяющие форму кристалла, бипирамидальный, ромбоэдрический и т. п. В этом случае минералы одного и того же облика, например столбчатого, могут иметь различный габитус, например дипирамидальный или призматический.

## Облик кристаллов
Описание облика кристаллов делается исходя из соотношения размеров по трём главным осям:
1. все три размера близки — облик изометрический;
2. размеры по двум осям близки, по третьей больше — облик столбчатый или призматический, шестоватый, игольчатый, волокнистый;
3. размеры по двумя осям близки, по третьей меньше — облик таблитчатый, толстопластинчатый, пластинчатый, листоватый, чешуйчатый.

В случае резкого различия всех трех размеров говорят о дощатом или дискообразном облике. Кроме того, облик называют по преобладающему развитию той или иной формы: кубический, дипирамидальный и др., а также по сходству форм низших сингоний с высшими, например октаэдрический. Облик является диагностическим признаком минералов и иногда указывает на условия генезиса минералов, например у кварца, касситерита, пирита.